# Кафе-Концерт
«Кафе́-Конце́рт» или «Пью́щие пи́во» (фр. «Café-Concert»; «Buveurs de bière») — картина французского художника-новатора, основоположника импрессионизма Эдуарда Мане (1832—1883), написанная в 1878 году. Принадлежит собранию Художественного музея Уолтерса (инв. 37.893). Размер — 47,3 × 39,1 см. 
Картина является ярким примером интереса Мане к современной парижской жизни эпохи Третьей республики и изображает светскую жизнь людей в популярном заведении того времени типа кафе-шантан — гибриде кафе, ресторана и концертной площадки. Данная работа считается одной из ключевых в переходе от реализма к импрессионизму в конце XIX века.

## История
Место действия — пивной бар «Рейхсхоффен» на бульваре Рошешуар в Париже. Мане изображает мужчин и женщин в пивных барах и кафе Парижа «новой эпохи», предлагая зрителю альтернативный взгляд на современную парижскую жизнь. Мане утверждал, что пишет «des oeuvres holys» (с фр. буквально «искренние произведения»). Женщины, изображённые в этих сценах, подвергали себя определённому риску с точки зрения восприятия и морали. Картина когда-то была частью более крупного полотна, изображающего парижскую брассери или кафе-концерт. В 1878 году Мане разрезал этот холст на две части и переработал фрагменты в отдельные картины: «Концерт-кафе», представленную в собрании музея Оскара Райнхерта «Am Römerholz» в Винтертуре, Швейцария, и «Уголок кафе-концерта», находящуюся в собрании Национальной галереи Швейцарии. 
Изначальный вариант картины, ещё не разделённый художником, находился у немецкого коллекционера Отто Герстенберга, в то же время Оскар Райнхерт, швейцарский меценат, желал купить это произведение, поэтому неоднократно убеждал Герстенберга продать ему работу. После смерти последнего, его дочь, Маргарета Шеф, которой он оставил в качестве наследства полотно, наконец согласилась продать «Кафе-концерт» Райнхерту в 1953 году, 18 лет спустя, за рекордную цену — 350 000 швейцарских франков.

## Композиция
На картине Мане три центральные фигуры — две женщины и мужчина — образуют треугольник, взгляды персонажей направлены в разные стороны. Подобная сцена, столь непринуждённо выглядящая, намекает зрителю на то, что это момент разлуки или обиды. Официантка наслаждается пивом, в то время как женщина за столиком курит сигарету и выглядит подавленной, а мужчина, кажется, с интересом наблюдает за выступлением (певица, известная как «Прекрасная полька» (фр. «La Belle Polonaise»), отражается в зеркале на заднем плане картины). 
В этой картине отвергаются концепции традиционной композиции, представляющие собой чёткость фигур и ясность общей картины. В данной же композиции люди изображены не чётко очерченными, а созданными мазками кисти. Краски нанесены непосредственно на холст свободными, повторяющимися движениями, а не слоями пигментов и лессировок на уже подготовленный тёмный фон.

## Критика
Французский живописец Гастон Ла Туш вспоминал картину как «полную великолепных качеств». Немецкий искусствовед Макс Имдаль отмечал, что для фигурной живописи импрессионистов, в отличие от пейзажной, характерен показ человеческого одиночества, отчуждения в обществе. Картины, написанные в подобном ключе, выделяются у Эдгара Дега и Мане. Полотно «Кафе-Концерт» написано в поздний период творчества художника, когда в нём преобладали «спонтанно-характеристичные» черты. На первый взгляд может показаться, что композиция случайна, мимолётна, но видимо автор вкладывал и более глубокий смысл: «Столь же очевидна, однако, и разобщённость персонажей картины, никак не общающихся друг с другом. Никакая фантазия зрителя не смогла бы измыслить социальную общность визуализированной сцены, к которой принадлежал бы, чувствуя себя защищённым, отдельный индивид».
Джонатан Джонс, искусствовед британского журнала The Guardian:
Это своего рода реальный взгляд на городскую праздность, ставшую излюбленным занятием французских художников 1870-х годов. Мане, чьё искусство, несмотря на всю свою небрежную брутальность, заигрывало с аллегориями и мифами прошлого, присоединился к Моне, Ренуару и Дега в изображении сцен досуга и сомнительных удовольствий того времени.

## История выставок
- От Энгра до Гогена: французская живопись XIX века, принадлежащая Мэриленду. Балтиморский музей искусств, Балтимор. 1951.

- От Эль Греко до Поллока: ранние и поздние работы европейских и американских художников. Балтиморский музей искусств, Балтимор. 1968.

- Мане и современный Париж. Национальная галерея искусств, Вашингтон. 1982–1983.

- Мане, 1832–1883. Национальная галерея Гран-Пале, Париж; Метрополитен-музей, Нью-Йорк. 1983.

- «Вкус Мэриленда: Коллекционирование произведений искусства в Мэриленде 1800–1934». Художественная галерея Уолтерса, Балтимор. 1984.

- «Методы работы Мане». Галерея Курто, Лондон. 1986.

- Импрессионизм, город и современная жизнь. Ордрупгор, Шарлоттенлунд. 1996.

- До Моне: пейзажная живопись во Франции и мастера импрессионизма: основные экспонаты из коллекции Уолтерса. Художественная галерея Уолтерса, Балтимор. 1998.

- Да здравствует Франция! Французские сокровища от Средневековья до Моне. Художественная галерея Уолтерса, Балтимор. 1999–2000.

- Избранные работы из коллекции. Художественная галерея Уолтерса, Балтимор. 1998–2001.

- Триумф французской живописи: шедевры от Энгра до Матисса. Балтиморский художественный музей, Балтимор; Филбрукский художественный музей, Талса; Нортонский художественный музей, Уэст-Палм-Бич; Королевская академия художеств, Лондон; Художественная галерея Олбрайт-Нокс, Буффало; Дейтонский художественный институт, Дейтон. 2000–2002.

- Великолепный век: шедевры из Художественного музея Уолтерса, Балтимор. Музей искусств Нельсона-Аткинса, Канзас-Сити; Музей искусств Минт, Шарлотт; Художественный музей Уолтерса, Балтимор. 2002–2004.

- Шедевры XIX века из Художественного музея Уолтерса. Музей искусств Санта-Барбары, Санта-Барбара; Музей искусств Джека С. Блэнтона, Остин. 2010–2011[2].